# Sondre Brunstad Fet
Sondre Brunstad Fet (ur. 17 stycznia 1997 w Ålesund) – norweski piłkarz występujący na pozycji środkowego pomocnika w norweskim klubie FK Bodø/Glimt.

## Kariera klubowa

### Aalesunds FK
W 2013 roku dołączył do akademii Aalesunds FK. W 2014 roku został przesunięty do pierwszego zespołu. Zadebiutował 16 sierpnia 2014 w meczu Eliteserien przeciwko FK Haugesund (3:0). Pierwszą bramkę zdobył 27 kwietnia 2016 w meczu Pucharu Norwegii przeciwko SK Herd (3:4). Pierwszą bramkę w lidze zdobył 26 sierpnia 2016 w meczu przeciwko Sarpsborg 08 FF (2:2). W sezonie 2017 jego zespół zajął przedostatnie miejsce w tabeli i spadł do OBOS-ligaen. Po dwóch sezonach spędzonych na drugim poziomie rozgrywkowym, jego drużyna zdobyła mistrzostwo ligi i awansowała do Eliteserien.

### FK Bodø/Glimt
29 maja 2020 został wysłany na wypożyczenie do klubu FK Bodø/Glimt. Zadebiutował 16 czerwca 2020 w meczu Eliteserien przeciwko Viking FK (2:4), w którym zdobył swoją pierwszą bramkę. 27 sierpnia 2020 zadebiutował w kwalifikacjach do Ligi Europy UEFA w meczu przeciwko FK Kauno Žalgiris (6:1). 27 października 2020 podpisał z klubem trzyletni kontrakt. W sezonie 2020 jego drużyna zajęła pierwsze miejsce w tabeli i zdobyła mistrzostwo Norwegii. 7 lipca 2021 zadebiutował w kwalifikacjach do Ligi Mistrzów UEFA w meczu przeciwko Legii Warszawa (2:3). 16 września 2021 zadebiutował w fazie grupowej Ligi Konferencji Europy UEFA w meczu przeciwko Zorii Ługańsk (3:1).

## Kariera reprezentacyjna

### Norwegia U-18
W 2015 roku otrzymał powołanie do reprezentacji Norwegii U-18. Zadebiutował 24 marca 2015 w meczu towarzyskim przeciwko reprezentacji Węgier U-18 (2:2).

## Statystyki

### Klubowe
(aktualne na dzień 21 września 2021)
| Klub                 | Sezon              | Liga               | Liga  | Liga   | Puchar kraju | Puchar kraju | Europa | Europa | Suma  | Suma   |
| Klub                 | Sezon              | Liga               | Mecze | Bramki | Mecze        | Bramki       | Mecze  | Bramki | Mecze | Bramki |
| -------------------- | ------------------ | ------------------ | ----- | ------ | ------------ | ------------ | ------ | ------ | ----- | ------ |
| Aalesunds FK         | 2014               | Eliteserien        | 1     | 0      | 1            | 0            | –      | –      | 2     | 0      |
| Aalesunds FK         | 2015               | Eliteserien        | 3     | 0      | 0            | 0            | –      | –      | 3     | 0      |
| Aalesunds FK         | 2016               | Eliteserien        | 16    | 2      | 3            | 1            | –      | –      | 19    | 3      |
| Aalesunds FK         | 2017               | Eliteserien        | 26    | 0      | 3            | 1            | –      | –      | 29    | 1      |
| Aalesunds FK         | 2018               | OBOS-ligaen        | 32    | 4      | 1            | 0            | –      | –      | 33    | 4      |
| Aalesunds FK         | 2019               | OBOS-ligaen        | 18    | 2      | 4            | 1            | –      | –      | 22    | 3      |
| Aalesunds FK         | Ogólnie            | Ogólnie            | 96    | 8      | 12           | 3            | 0      | 0      | 108   | 11     |
| FK Bodø/Glimt (wyp.) | 2020               | Eliteserien        | 26    | 5      | 0            | 0            | 3      | 0      | 29    | 5      |
| FK Bodø/Glimt (wyp.) | Ogólnie            | Ogólnie            | 26    | 5      | 0            | 0            | 3      | 0      | 29    | 5      |
| FK Bodø/Glimt        | 2021               | Eliteserien        | 16    | 2      | 1            | 0            | 8      | 0      | 25    | 2      |
| FK Bodø/Glimt        | Ogólnie            | Ogólnie            | 16    | 2      | 1            | 0            | 8      | 0      | 25    | 2      |
| Ogólnie w karierze   | Ogólnie w karierze | Ogólnie w karierze | 138   | 15     | 13           | 3            | 11     | 0      | 162   | 18     |

### Reprezentacyjne
| Reprezentacja | Rok     | Mecze | Bramki |
| ------------- | ------- | ----- | ------ |
| Norwegia U-18 |         |       |        |
| 2015          | 5       | 0     |        |
| Ogólnie       | Ogólnie | 5     | 0      |

| Mecze i gole w reprezentacji | Mecze i gole w reprezentacji | Mecze i gole w reprezentacji | Mecze i gole w reprezentacji | Mecze i gole w reprezentacji | Mecze i gole w reprezentacji | Mecze i gole w reprezentacji | Mecze i gole w reprezentacji |
| Lp.                          | Data                         | Miejsce                      | Gospodarz                    | Gość                         | Wynik                        | Gol                          | Rozgrywki                    |
| ---------------------------- | ---------------------------- | ---------------------------- | ---------------------------- | ---------------------------- | ---------------------------- | ---------------------------- | ---------------------------- |
| 1.                           | 24.03.2015                   | Üllő                         | Węgry U-18                   | Norwegia U-18                | 2:2                          |                              | Mecz towarzyski              |
| 2.                           | 26.03.2015                   | Üllő                         | Węgry U-18                   | Norwegia U-18                | 1:3                          |                              | Mecz towarzyski              |
| 3.                           | 03.06.2015                   | Mafra                        | Portugalia U-18              | Norwegia U-18                | 2:0                          |                              | Mecz towarzyski              |
| 4.                           | 05.06.2015                   | Mafra                        | Serbia U-18                  | Norwegia U-18                | 1:1                          |                              | Mecz towarzyski              |
| 5.                           | 07.06.2015                   | Mafra                        | Norwegia U-18                | Chiny U-18                   | 2:2                          |                              | Mecz towarzyski              |

## Sukcesy

### Aalesunds FK
- Mistrzostwo OBOS-ligaen (1×): 2019

### FK Bodø/Glimt
- Mistrzostwo Norwegii (1×): 2020